# Dirk Dammann
Dirk Dammann (* 14. August 1967 in Stade) ist ein ehemaliger deutscher Fußballspieler.

## Karriere
Die Karriere von Dirk Dammann begann in seiner Heimatstadt Stade. Dammann war einer der Leistungsträger, die zum Aufstieg des VfL Stade beitrugen. Der Höhepunkt war 1990; Dammann stieg mit dem VfL unter Trainer Manfred Rabe in die damals drittklassige Oberliga auf und verließ danach den Verein in Richtung FC St. Pauli in die 1. Bundesliga. Beim VfL Stade spielte Dammann im offensiven Mittelfeld und war Torschütze und Vorbereiter zugleich, in der Verbandsligasaison 1989/90 erzielte er 18 Tore. Seinen Bundesliga-Einstand gab Dammann im August 1990, als er am ersten Spieltag beim 2:1-Auswärtssieg über Hertha BSC in der Anfangself stand und laut Hamburger Abendblatt eine „vielversprechende Premieren-Vorstellung“ ablieferte. Bei St. Pauli wurde er nach und nach zum Abwehrspieler umgeschult und war über viele Jahre der Abwehrchef der Braun-Weißen. In seiner gesamten Zeit beim FC St. Pauli erzielte er 7 Treffer. Von 1990 bis 1999 brachte er es auf insgesamt 260 Einsätze, 179 Spiele in der 2. Bundesliga und 81 in der 1. Bundesliga für den FC St. Pauli. In seiner gesamten Profizeit ist Dammann nie des Feldes verwiesen worden.
In der Saison 1999/2000 wechselte Dammann zum 1. SC Norderstedt, wo er zwei Jahre spielte. Danach war er bis zum Jahre 2007 wieder für den VfL Stade aktiv, ab 2004 auch als (Spieler-)trainer. Sein letztes Spiel als Spieler absolvierte er im Mai 2007, wo er zum 5:0-Sieg gegen die SG Lühe einen Treffer beisteuerte. Von 2013 bis 2016 trainierte Dammann den 97er Jahrgang des JFV Stade. Zur Saison 2016/17 wurde Dammann Teammanager des durch die Fusion von VfL und TuS Güldenstern entstandenen Vereines VfL Güldenstern Stade und übernahm dort ab der Saison 2018/19 zusammen mit Matthias Quadt den Trainerposten. Dammann widmete sich dann wieder ganz seinen Aufgaben als Manager, im November 2021 sprang übergangsweise noch einmal als Trainer ein. Im März 2025 wurde er für seine 50-jährige Mitgliedschaft beim VfL Stade geehrt.